# 武蔵国分寺公園
武蔵国分寺公園（むさしこくぶんじこうえん）は、東京都国分寺市にある都立公園。正式名称は東京都立武蔵国分寺公園（とうきょうとりつむさしこくぶんじこうえん）。
北側にはJR中央本線が走り、中央を東京都道145号立川国分寺線が貫く。泉地区の西側には中央鉄道学園跡地の敷地を整備した際に発掘された東山道武蔵路があり、都営住宅を挟んで府中街道（埼玉県道・東京都道17号所沢府中線）が通る。

## 歴史
1987年（昭和62年）、国鉄が分割民営化される際に、その債務を返済する目的で閉鎖された中央鉄道学園の跡地を都が取得して、住宅と公園が整備されることになり、2002年（平成14年）4月1日に学園跡地の泉地区5.7haが開園した。翌年6月には学園跡地の南側を通る東京都道145号立川国分寺線（通称：多喜窪通り）の向かいにあった郵政省（当時）の官舎（逓信住宅）跡地に整備された西元地区4.6haが開園、さらに16年6月までに1.1haが段階的に追加開園している。

## 主な施設
- 芝生広場
- 武蔵の池
- こもれび広場
- 野鳥の森
- 鉄道学園記念碑

## アクセス
- 鉄道
  - JR中央本線、武蔵野線、西国分寺駅下車徒歩7分
  - JR中央本線、西武国分寺線、多摩湖線 国分寺駅下車徒歩10分
- バス
  - 京王バス：寺85系統：国分寺駅南口→泉町一丁目下車
  - ぶんバス（国分寺市）：日吉町ルート：西国分寺駅北→武蔵国分寺公園東、泉町一丁目、泉町二丁目下車
- 駐車場
  - あり（有料）